# Keven Alemán
Keven Alemán est un joueur international canadien de soccer né le 25 mars 1994 à San José. Il joue au poste de milieu offensif à l'Atlético Ottawa en Première ligue canadienne.

## Biographie

### Carrière en club
Le 7 août 2014, Alemán signe avec le CS Herediano et retrouve son pays natal. Le 5 février 2015, il est prêté au Belén FC.

### Carrière internationale
Keven Alemán participe à la Gold Cup 2013 avec l'équipe du Canada.